# باول كينغ (لاعب دوري الرغبي)
باول كينغ (بالإنجليزية: Paul King)‏ هو لاعب دوري الرغبي بريطاني، ولد في 28 يونيو 1979 في كينغستون أبون هال في المملكة المتحدة.